# ویرژینی بسون-سیلا
ویرژینی بِسون-سیلا (به فرانسوی: Virginie Besson-Silla) تهیه‌کننده کانادایی است.
وی همسر لوک بسون و خواهر کارین سیلا است. 